# Soveria Mannelli
Soverìa Mannelli è un comune italiano di 2 750 abitanti della provincia di Catanzaro in Calabria.

## Geografia fisica

### Territorio
Soverìa Mannelli è situata in una conca solcata dal fiume Amato, formata dalla depressione dei contrafforti meridionali della Sila e del massiccio del Reventino. L'abitato è in declivio, con la parte più antica conosciuta come "San Tommaso" o "Mannelli" in alto e la parte relativamente moderna "Soveria", ormai senza soluzione di continuo con la precedente, più in basso, in posizione pianeggiante lungo l'antica Strada statale 19 delle Calabrie. Più distanti dal centro urbano si trovano le località di Colla, Pirillo e Santa Margherita.
Per l'altitudine è considerato territorio montano: l'altitudine prevalente è di circa 800 metri sul livello del mare (minima 696 m, massima 988 m). Il sistema orografico, delineato dai fiumi Amato e Corace, si dirama da nord-ovest a sud-est dal passo di Borboruso (836 m sul livello del mare) al monte Tiriolo (949 m sul livello del mare) Nel territorio di Soveria si identificano i monti Rosello (918 m), San Tommaso (940 m) ed Eremita (909 m). I boschi si estendono per più del 30% del territorio.
I corsi d'acqua hanno carattere torrentizio. Nel territorio di Soverìa, in località Porta Piana, nasce il fiume Amato, che origina dalla confluenza dei ruscelli Sabettella (che nasce dal monte Rosello) e Occhiorosso (che nasce dal monte San Tommaso). Corsi minori sono gli affluenti di sinistra dell'Amato (i torrenti Scaglione, Menicone, Galice e Ruina) e gli affluenti di destra del Corace (i torrenti Quaresima e Guglielmino). Il Quaresima segna il confine con il comune di Bianchi, il Guglielmino con il comune di Carlopoli e il Galice con il comune di Decollatura.
- Classificazione sismica[4]: zona 1 (sismicità alta), Ordinanza PCM n. 3274 del 20/03/2003

### Clima
L'altitudine e la presenza del monte Reventino, che la separa dal mare, fanno sì che il clima sia di tipo appenninico, con inverni freddi ed estati fresche, e che si verifichi una lunga stagione piovosa dall'autunno alla primavera.
Sulla base dei dati registrati dalla locale stazione meteorologica nel periodo 1984-2017 il mese più piovoso è dicembre con 11,8 giorni; quello meno piovoso è luglio con soli 2,4 giorni. Febbraio è il mese con maggiori probabilità di precipitazioni nevose, con 2,4 giorni. L'inverno più freddo è stato quello a cavallo tra il 1991 e il 1992 con soli 4,9 °C di media. L'estate più calda è stata quella del 2021 con 25 °C di media. La temperatura massima registrata è stata di 42 °C, il 29 giugno 2021 (umidità: 27%). La minima registrata è stata di -10,7 °C.
| Mese          | Mesi | Mesi | Mesi | Mesi | Mesi | Mesi | Mesi | Mesi | Mesi | Mesi | Mesi | Mesi | Stagioni | Stagioni | Stagioni | Stagioni | Anno |
| Mese          | Gen  | Feb  | Mar  | Apr  | Mag  | Giu  | Lug  | Ago  | Set  | Ott  | Nov  | Dic  | Inv      | Pri      | Est      | Aut      | Anno |
| ------------- | ---- | ---- | ---- | ---- | ---- | ---- | ---- | ---- | ---- | ---- | ---- | ---- | -------- | -------- | -------- | -------- | ---- |
| T. media (°C) | 6,5  | 7,1  | 8,7  | 9,8  | 14,7 | 18,5 | 20,9 | 21,3 | 18,1 | 15,1 | 10,6 | 7,4  | 7,0      | 11,1     | 20,2     | 14,6     | 13,2 |

- Classificazione climatica: zona E, 2374 GG

## Origini del nome
L'origine del nome Soveria Mannelli è controversa. Per alcuni il toponimo Soveria sarebbe legato alla presenza di sorbi (suarvu nel dialetto locale), mentre Mannelli sarebbe legato alla produzione, tipica in questo territorio, di tessuti di lino realizzata con strumenti artigianali in legno detti manni nel dialetto locale. Una paretimologia fa derivare il toponimo Soveria da "suvare", vocabolo che, in dialetti di località della Calabria Citeriore, distanti tuttavia da Soveria Mannelli, è legato all'allevamento dei suini. Di recente lo storico locale Ferdinando Leo, sulla base di documenti del XVII secolo, ha ipotizzato che il toponimo Mannelli, indicante originariamente l'attuale località di San Tommaso, derivasse dal cognome della famiglia Mannelli, mentre Soveria corrisponderebbe all'antico toponimo latino Subareae (da sub = sotto e areae = aie o aree), utilizzato per indicare i territori situati a quote più basse di Mannelli.

## Storia

### Prima del 1807

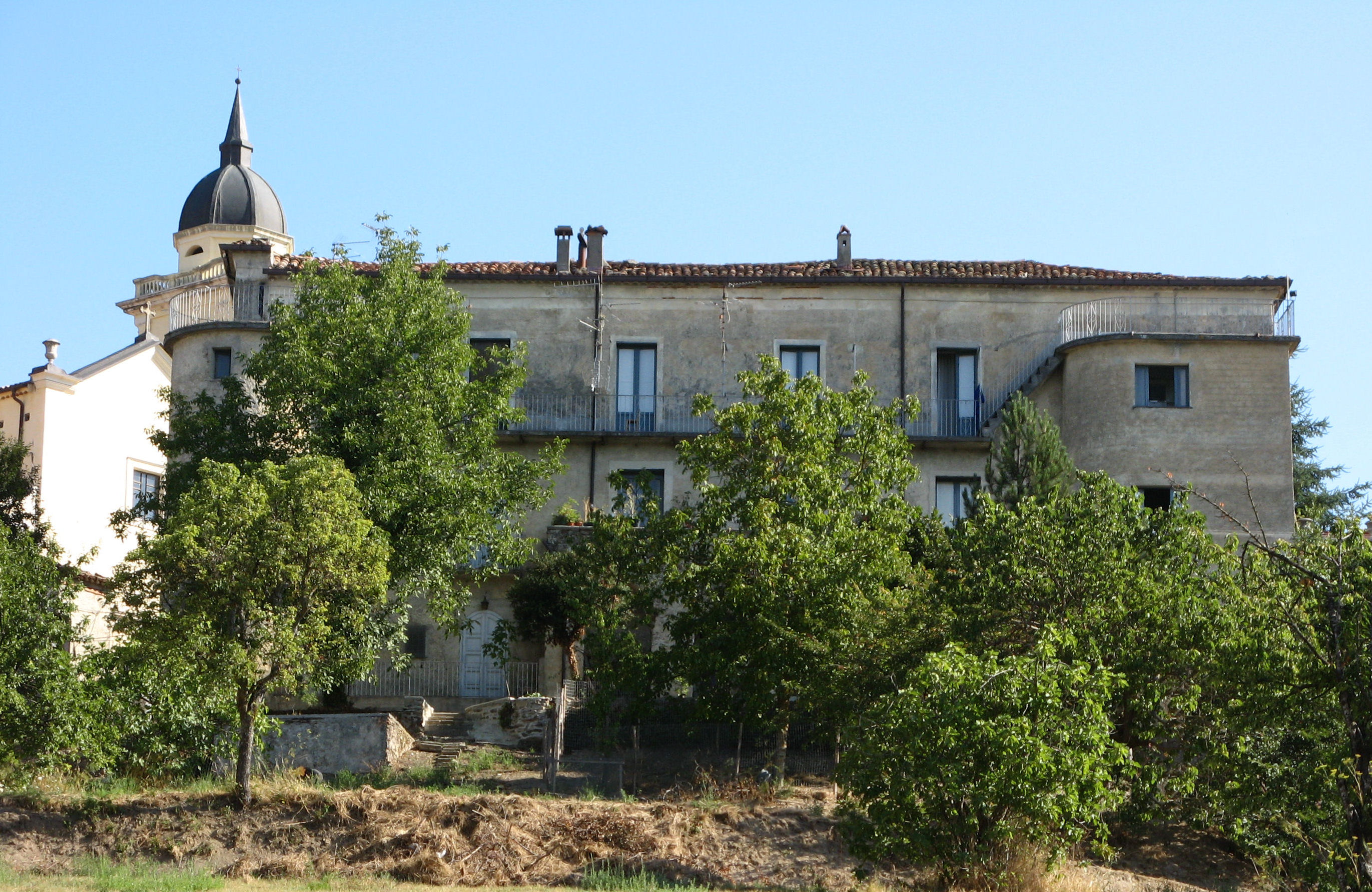
Soveria Mannelli, Palazzo baronale

La storia di Soverìa Mannelli prima dell'autonomia amministrativa (1807) è legata alle alterne vicende politiche della contea di Martirano, dell'università di Scigliano, una città demaniale, e in piccola parte della Terra di Motta Santa Lucia.
Nelle memorie storiche di Francesco Antonio Accattatis (1686-1766) si legge che alla fine del XVII secolo la città di Scigliano era costituita da sette quartieri e venti villaggi. L'abate Rosario Gualtieri, nelle aggiunte al libro dell'Accattatis, spiega che il terzo casale di Scigliano si soleva indicare con i nomi di Fornello, San Tommaso o Mannelli. San Tommaso (o Mannelli) è la località posta nella parte più alta di Soveria Mannelli. Il nome "San Tommaso" è derivato da un oratorio, dedicato al Santo, costruito ai primi del Seicento da un certo don Tommaso Scaglione, canonico della cattedrale di Martirano. Non si sa invece dove fossero ubicate le prime abitazioni di Fornello ; attualmente con il nome Fornello viene indicata la collina situata fra i torrenti Sabettella e Occhiorosso, subito oltre Porta Piana, collina dove in realtà non sono state rinvenute tracce di antiche costruzioni. Si ritiene pertanto che al tempo dell'Accattatis il nome "Fornello" dovesse estendersi anche alla collina prospiciente, dove attualmente sorgono via Maraschi, vico Tappi, via Indipendenza e il piccolo rione Bonacci, e dove sono presenti tracce di abitazioni costruite a partire dalla seconda metà del XVII secolo, posteriori comunque alle più antiche costruzioni di San Tommaso.
Il territorio fu frequentato sporadicamente verosimilmente già in epoca preistorica, come confermano alcuni rinvenimenti litici conservati nel Museo archeologico provinciale di Catanzaro, che tuttavia non sono stati studiati in modo approfondito e di cui non si conosce peraltro il sito esatto di ritrovamento. La vicinanza del fiume Amato, che si versa nel Tirreno, e del fiume Corace, che sbocca nello Ionio, favoriva il passaggio di uomini e gli scambi di merci.

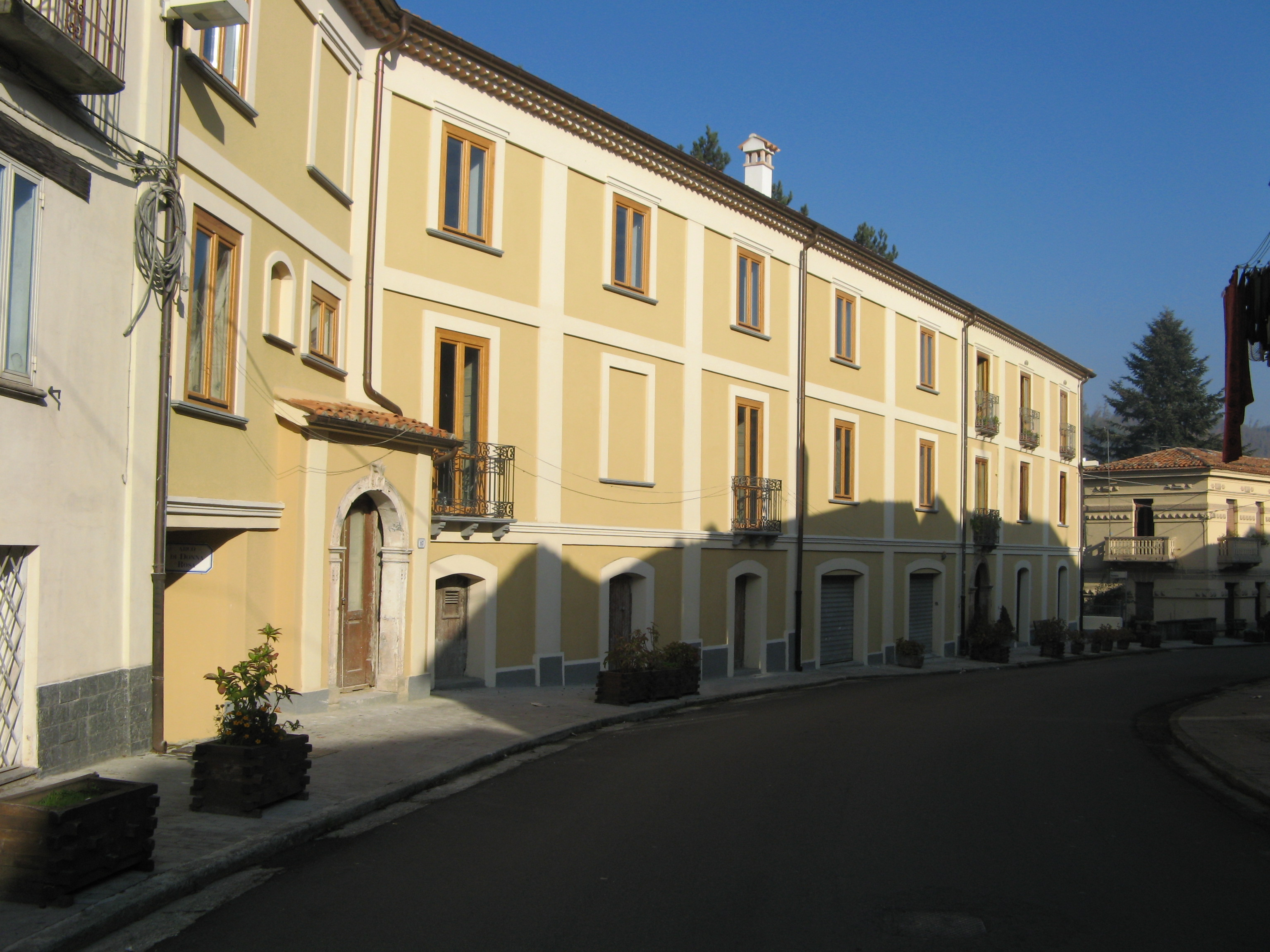
Soveria Mannelli, Centro storico (Portapiana)

Nel 1191, in località Ruina, si sarebbe combattuta una sanguinosa battaglia dai governatori di Nicastro e di Taverna (partigiani di Tancredi di Sicilia, figlio naturale di Ruggero il Normanno) contro Federico Lanza, uno dei capitani di Enrico VI di Svevia chiamato in loro aiuto dai governatori di Martirano e di Scigliano. La fonte primaria di queste vicende, riprese da alcuni storici fra cui Francesco Antonio Accattatis, è l'Historia de' Sueui di Carlo Calà, pubblicata a Napoli nel 1660; quest'opera venne composta sulla base di documenti falsificati dal cosentino Ferdinando Stocchi per cui è verosimile che la battaglia di Ruina non sia mai avvenuta.
Verso la fine del XVI secolo i territori di Fornello e San Tommaso erano soggetti in civilibus et criminalibus alla baronia di Pittarella, mentre dal punto di vista ecclesiastico gli stessi territori erano soggetti alla parrocchia di Pedivigliano. La baronia di Pittarella, alla quale i territori di Soveria erano stati infeudati nel 1592, nel 1706 passò dalla famiglia Scaglione alla famiglia Matera e fu ereditata da due sorelle, appartenenti a quest'ultimo casato, che avevano sposato rispettivamente un Micciulli e un Passalacqua, dividendosi i beni: ai Micciulli spettò San Tommaso e ai Passalacqua (nel 1744), assieme ad altri beni, Pittarella, Fornello e Mannelli.

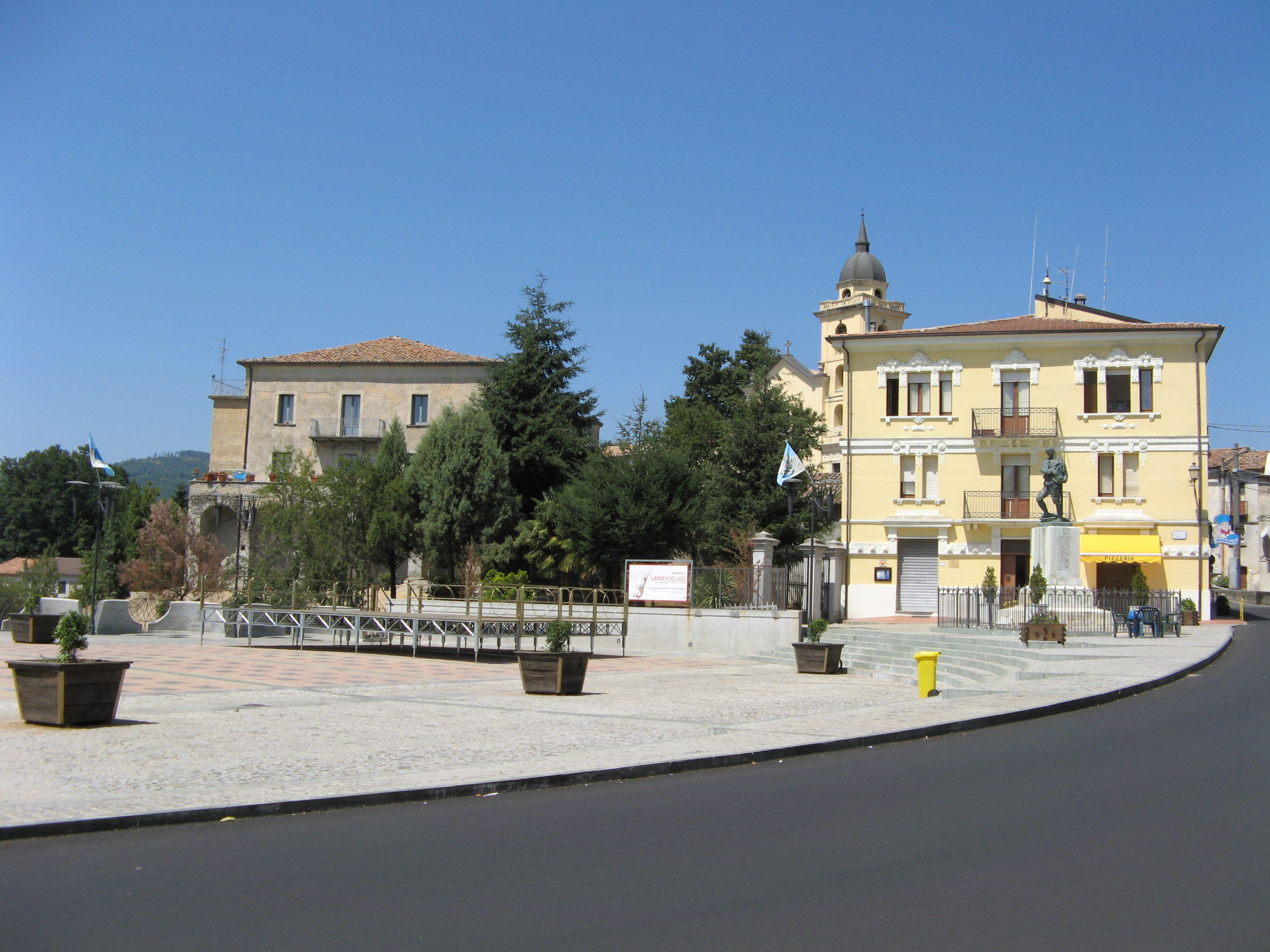
Soveria Mannelli, Piazza colonnello Bonini

I primi abitanti permanenti si stabilirono nel territorio di Soveria in epoca non precisabile: di loro non sono conosciute tracce scritte o reperti materiali. Si ritiene che fino ai primi decenni del XVII secolo Soveria fosse abitata soltanto nella stagione primaverile-estiva. Alcune calamità, quali carestie e terremoti succedutesi nei primi del Seicento indussero molte famiglie sciglianesi a trasferirsi nei casali dove possedevano terreni; pertanto Fornello, San Tomaso, Colla, Pirillo ed altri villaggi di Soveria ebbero incremento demografico ed edilizio dopo il 1638, anno in cui si verificò un disastroso terremoto nella Valle del Savuto. Le frazioni Colla e Pirillo furono fondate da due fratelli Colosimo di Motta Santa Lucia che vi si stabilirono nel 1670, dopo aver ottenuto concessione di terre in enfiteusi da proprietari di Scigliano con regolare contratto notarile, come si legge nelle memorie civiche del parroco Giuseppe Talarico (secolo XVIII); nelle suddette memorie non vi è menzione delle località Colosimelli e Cardamonelli, ma le loro vecchie abitazioni ne denunciano l'origine coeva a Colla e Pirillo.
Alla fine del XVIII secolo l'Alfano, nella sua Descrizione del Regno di Napoli, distingue ancora "San Tommaso Mannelli", casale di Scigliano, territorio demaniale, da "Soveria", feudo dei Passalacqua, di circa 700 abitanti.

### Dopo il 1807

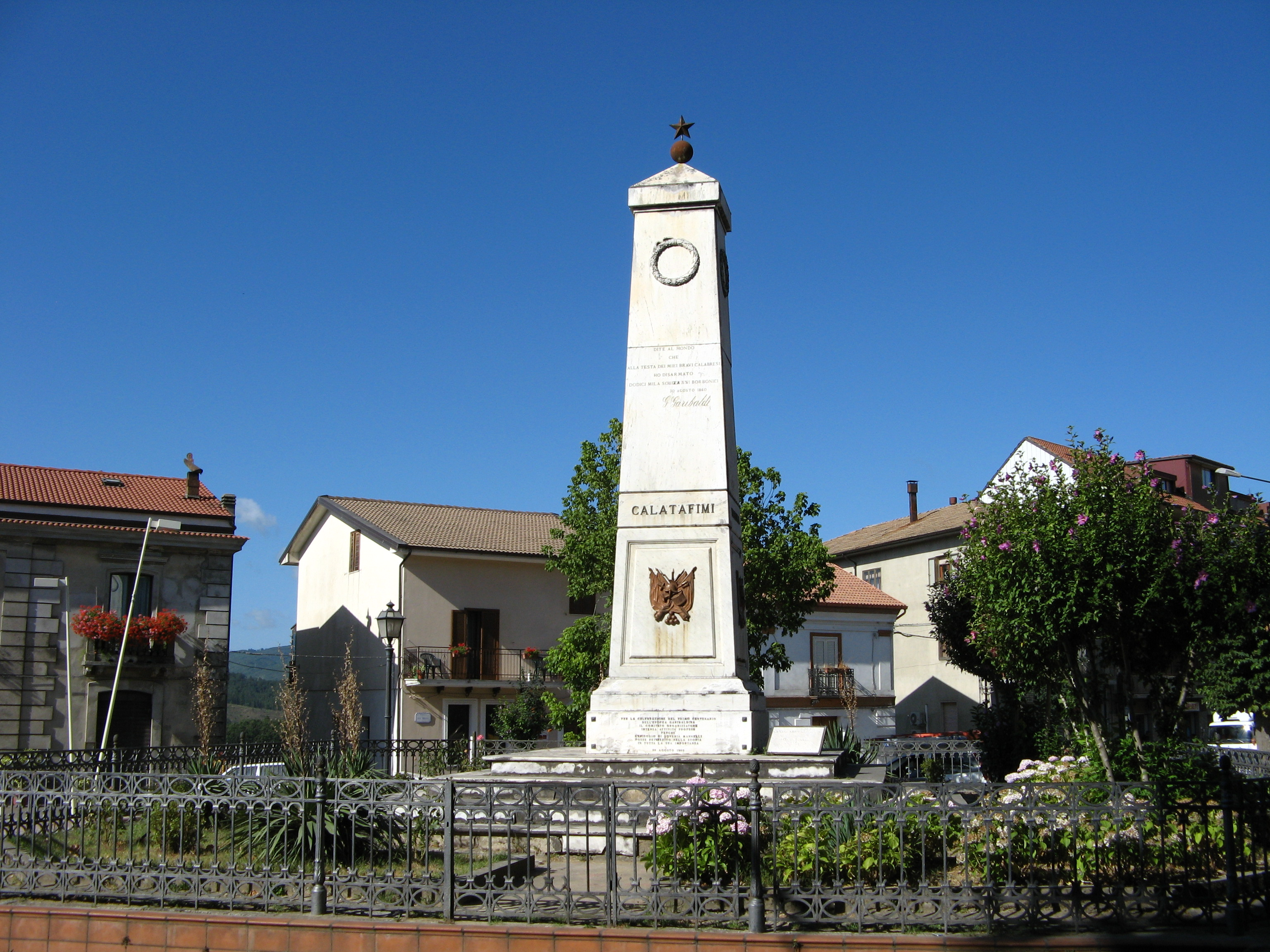
Obelisco celebrativo dell'impresa dei Mille

La data di nascita ufficiale del comune è stata fissata al 19 gennaio 1807, data in cui Soveria fu elevata a "luogo" dal governo di Rogliano, durante il regno di Giuseppe Bonaparte; il 19 gennaio 2007 è stato celebrato con una pubblica manifestazione, il 200º anniversario della nascita del Comune di Soveria Mannelli. Al momento della costituzione, al comune di Soveria erano uniti anche i territori dei comuni di Decollatura e di Castagna. Sia Decollatura che Castagna si staccarono successivamente da Soveria per diventare comuni autonomi: Decollatura nel 1810 e Castagna, assieme a Colla, nel 1832. Il comune di Castagna fu tuttavia soppresso nel 1863 e aggregato al comune di Carlopoli; ma nel 1870 Colla fu staccata da quest'ultimo e assegnata nuovamente e definitivamente al comune di Soveria.
Alla vigilia dell'autonomia amministrativa, il 22 marzo 1806, a Soveria era scoppiata una rivolta popolare contro le truppe di occupazione francesi, nota come i "Vespri calabresi". Guidati da Carmine Caligiuri un gruppo di soveritani assalì le truppe francesi uccidendo quattordici soldati. La rivolta si estese rapidamente ai paesi vicini. Tuttavia pochi giorni dopo, il 28 marzo, nel corso di uno scontro con le truppe francesi nei pressi di Scigliano, Carmine Caligiuri fu ucciso. Per rappresaglia, Soveria venne data alle fiamme. Il processo per la rivolta venne celebrato a Cosenza cinque anni dopo e si concluse con pesanti condanne per i soveritani: pena capitale per Francesco Antonio Caligiuri e Matteo Inzelletto, 30 anni di reclusione per Cardamone dei Giurati, Giovan Battista Marasco e Francesco Cardamone.

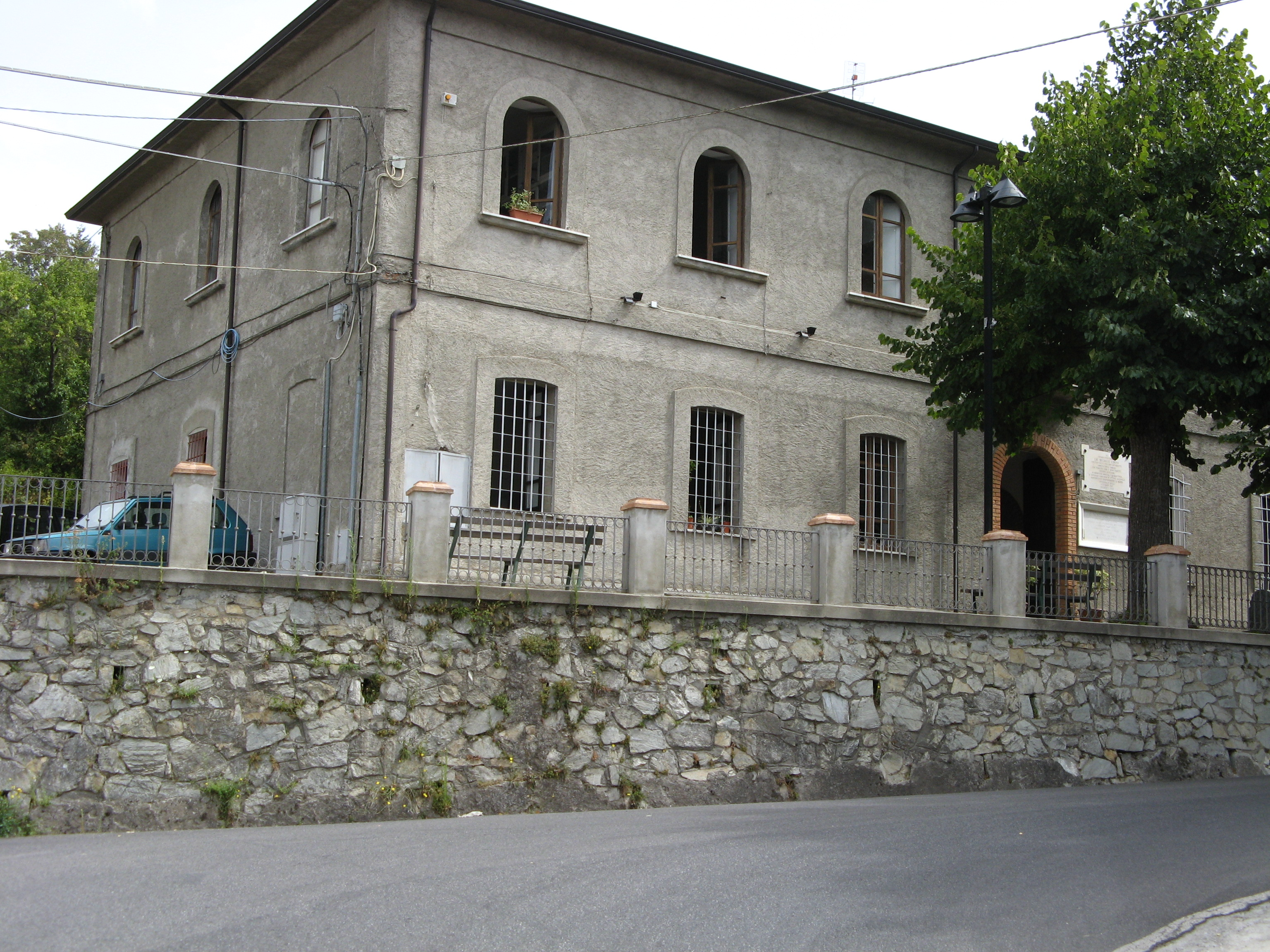
Municipio

Soveria ha fatto parte della diocesi di Martirano fino al 1818 quando, per gli effetti della bolla pontificia De utiliori, in seguito al concordato fra la Santa Sede e il Regno delle Due Sicilie, la diocesi di Martirano fu soppressa e aggregata a quella di Nicastro, denominata dal 1986 diocesi di Lamezia Terme. Nello stesso 1816 il comune passò dalla provincia di Calabria Citeriore (capoluogo Cosenza) alla provincia di Calabria Ultra Seconda (capoluogo Catanzaro), istituita proprio in quell'anno.

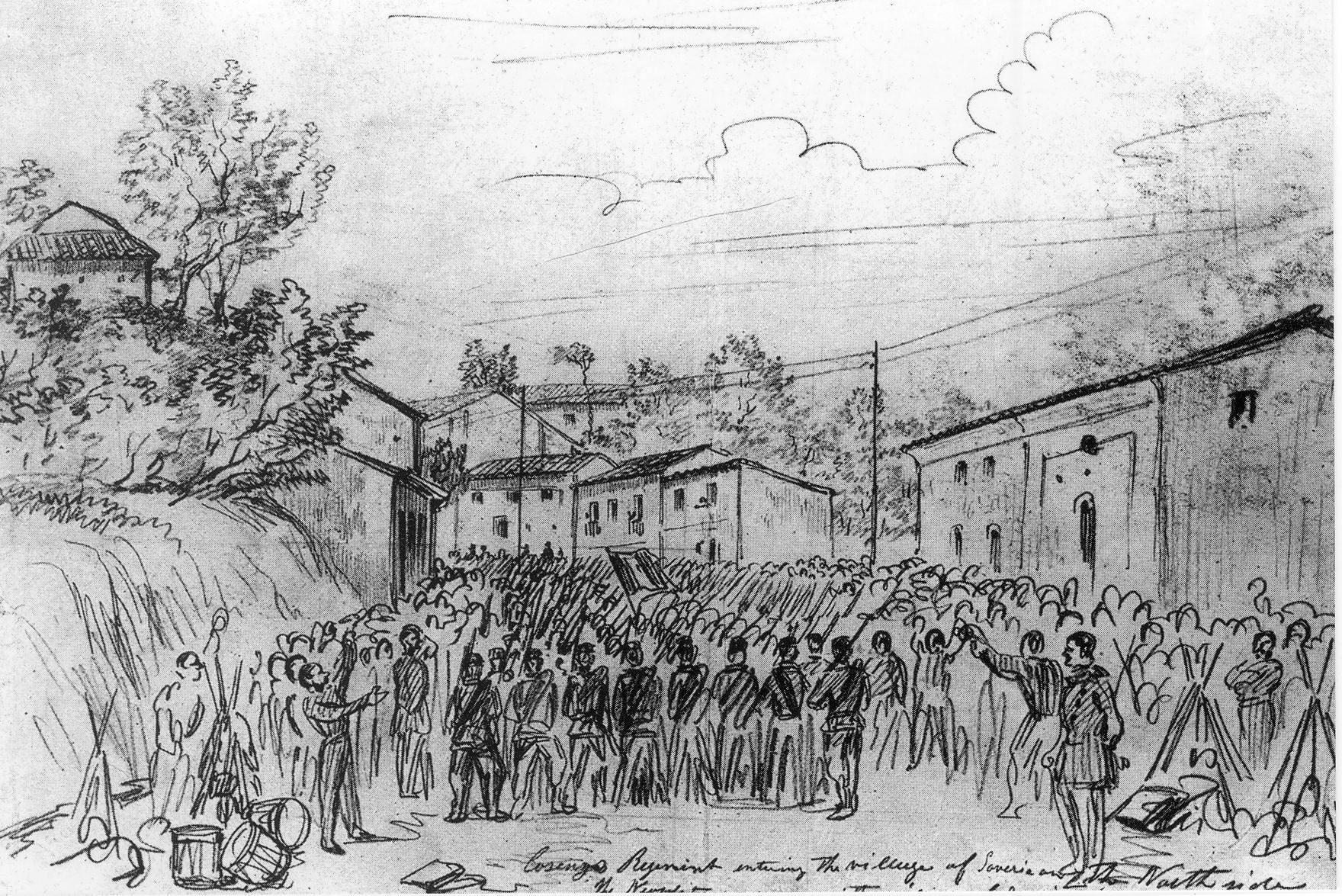
Thomas Nast, Disarmo delle truppe borboniche a Soveria il 30 agosto 1860

Il 30 agosto 1860 un corpo dell'esercito borbonico di 12 000 uomini, comandato dal generale Ghio, si arrese alle truppe garibaldine di Stocco, in seguito all'azione diplomatica svolta da Ferdinando Bianchi ed Eugenio Tano e sotto la minaccia dell'imminente arrivo dei volontari guidati dal maggiore Pasquale Mileti. I motivi alla base della resa delle truppe borboniche non sono del tutto noti; le conseguenze furono tuttavia determinanti per l'occupazione del Sud. Commenta lo storico Raffaele de Cesare (1845-1918):
(Raffaele de Cesare, La fine di un Regno, Cap. XVII, Città di Castello: S. Lapi, 1909)
Soveria Mannelli subì ingenti danni nel corso della seconda guerra mondiale. Per la sua posizione geografica Soveria ospitava il comando del XXXI Corpo d'armata italiano Il 5 settembre 1943 un violento bombardamento aereo alleato causò numerosi danni alle abitazioni civili, soprattutto a quelle localizzate nelle vicinanze della stazione ferroviaria del capoluogo, in prossimità della sede del comando del XXXI corpo d'armata (le abitazioni della famiglia De Filippis, trasformate successivamente in sala cinematografica), e in prossimità del comando delle truppe tedesche (Palazzo Cimino e Villa Pellico nell'attuale viale Rosario Rubbettino).
Nel 2000 Soveria è entrata a far parte della comunità montana Monti Reventino Tiriolo Mancuso.
Per effetto ed a seguito del DPR 19 gennaio 2008 il comune di Soveria Mannelli ha diritto, nei suoi atti ufficiali, di fregiarsi del titolo di città, per particolari benemerenze civiche.

### Simboli

#### Stemma
La descrizione dello stemma comunale, come enunciata dall'articolo 4 dello statuto comunale, è la seguente:

#### Gonfalone
Il gonfalone è costituito da un drappo partito di bianco e di azzurro.

## Monumenti e luoghi d'interesse

### Architetture religiose

#### Parrocchiale San Giovanni Battista

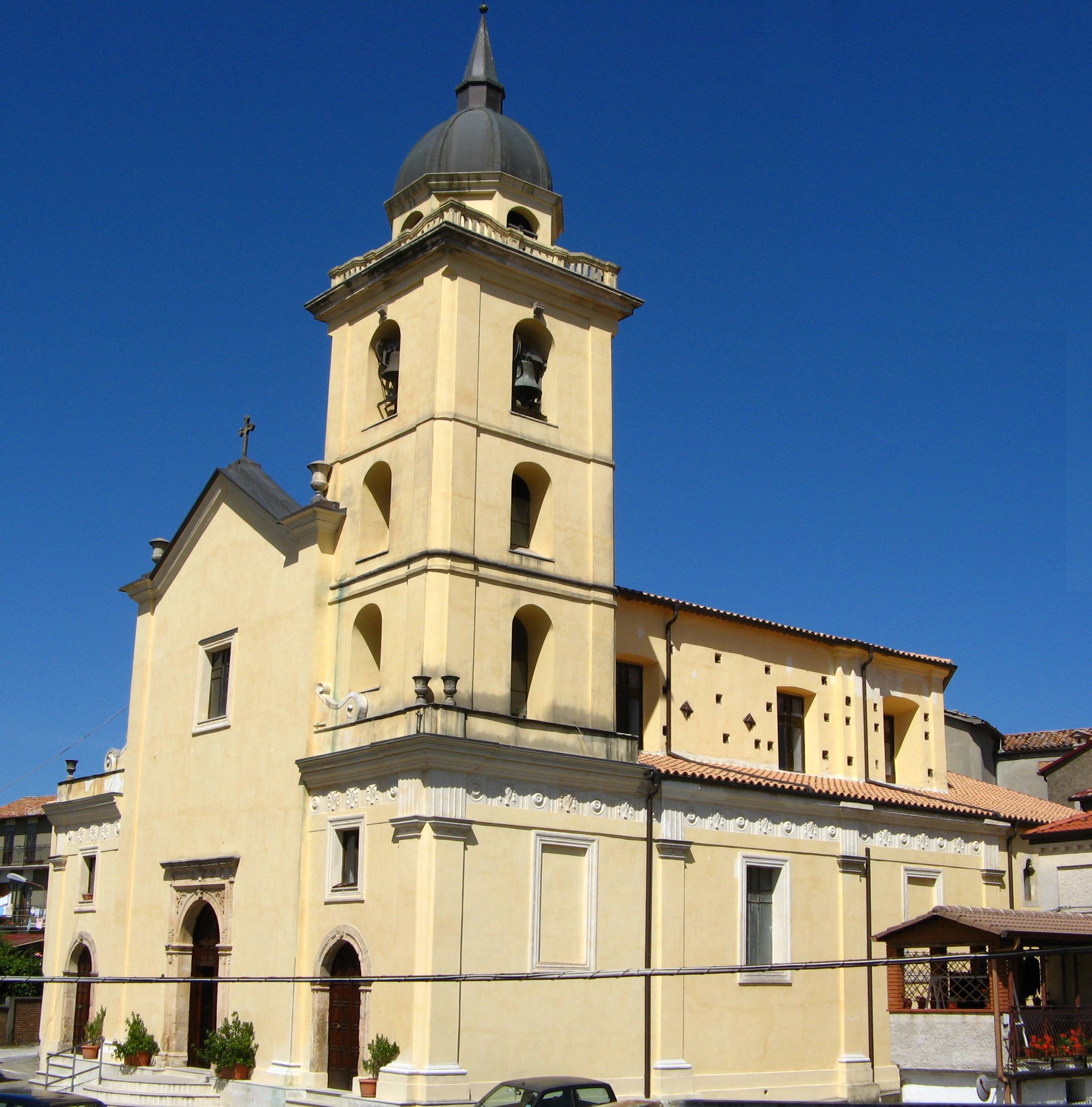
Soveria, Chiesa parrocchiale dedicata a San Giovanni Battista

La forma attuale risale ai primi del XIX secolo. In origine la chiesa consisteva in un piccolo oratorio, dedicato a San Giovanni Battista, costruito in vicinanza del Palazzo baronale. Nel 1668 l'oratorio venne elevato a parrocchia da Mons. Gian Giacomo Palemonio dietro richiesta del feudatario locale ma la nuova parrocchia in realtà non funzionò mai come tale.
Danneggiato dal terremoto del 27 marzo 1638, l'oratorio cadde in rovina. La parrocchia cominciò a funzionare dopo l'autonomia amministrativa raggiunta da Soveria nel 1807, con la costruzione dell'edificio attuale, nel corso del tempo spesso riparato e restaurato dopo i danni subiti da terremoti ed incendi. Il campanile a forma di cupola è stato realizzato nel 1938 grazie al finanziamento di un soveritano emigrato nelle Americhe, Emilio Pascuzzi.
Tra il 2020 e il 2021 è stata interessata da lavori di restauro. La chiesa è stata riaperta al culto il 21 giugno 2021 dal cardinale Miguel Ángel Ayuso Guixot.

#### Parrocchiale San Michele

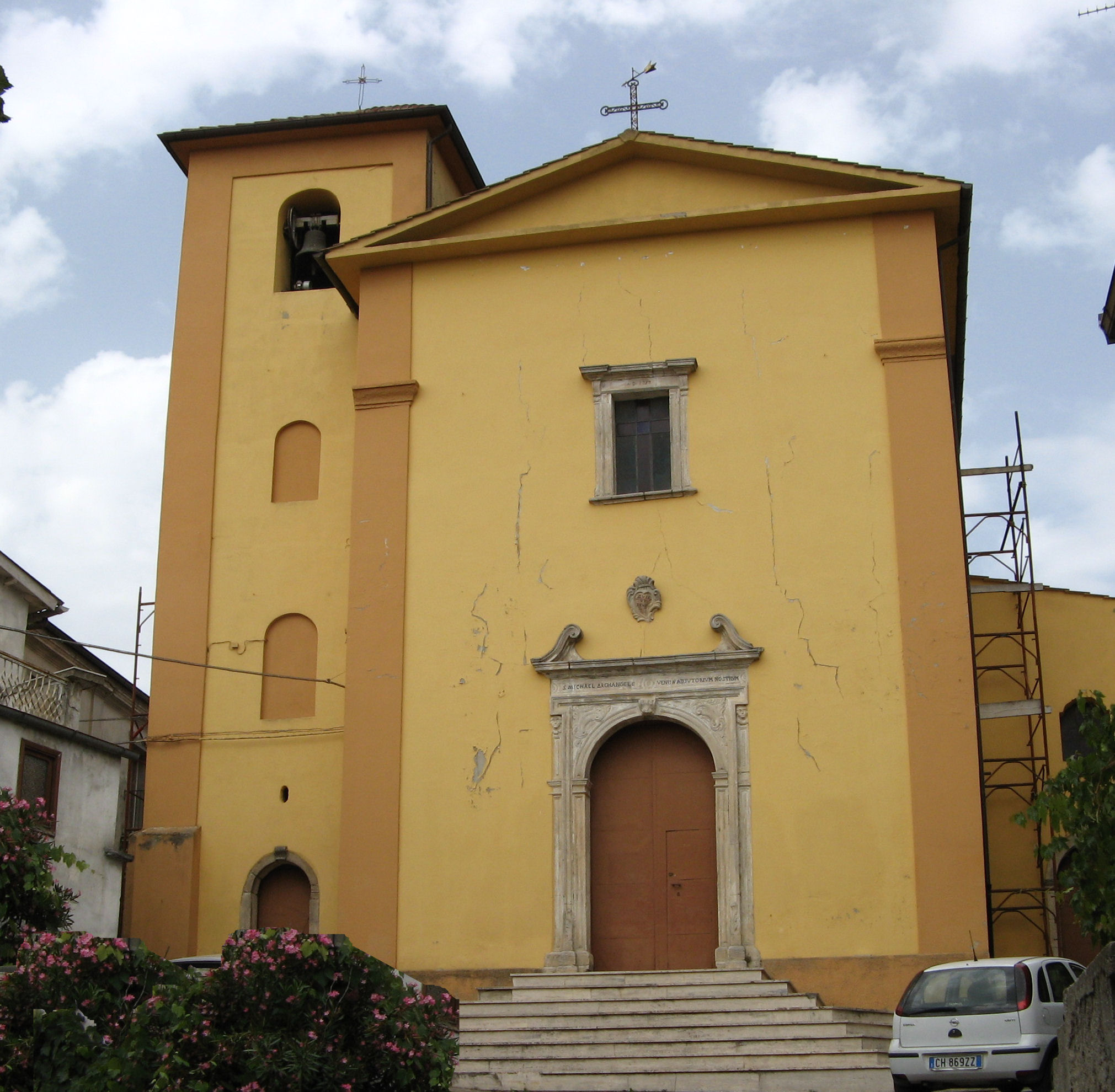
San Tommaso, Parrocchiale dedicata a S. Michele

La chiesa della località San Tommaso, dedicata a San Michele Arcangelo, è a croce latina, con tre navate di cui la principale centrale, più avanzata, è lunga 17,50 m e le due laterali 12,50 m. Il transetto è largo 12 m. Nell'abside centrale una cupola a tutto sesto.
La costruzione della chiesa è iniziata alla fine del XVII secolo (è citata infatti nella Relazione ad limina del 1699 del vescovo di Martirano Veraldi) ed è stata completata nel 1754, come è attestato da un'iscrizione posta sulla facciata. La chiesa, dedicata a San Michele, fu elevata a parrocchia dal vescovo Falcone nel 1736; ma l'opposizione del parroco di Pedivigliano ne impedì l'autonomia, per cui poté avere un proprio parroco solo nel 1774. Dal 1774 datano i registri parrocchiali. L'edificio della chiesa parrocchiale di San Michele è stato chiuso al culto dal 1999 per lavori di restauro.
In precedenza nella località San Tommaso esisteva una chiesetta rurale dedicata a San Tommaso apostolo, fatta costruire alla fine del XVI secolo da don Tommaso Scaglione, un canonico della cattedrale di Martirano; la località di San Tommaso ha preso il nome da questo antico oratorio, di cui tuttavia non è rimasta traccia.
Il parroco di San Michele officiava anche nella Chiesa della Madonna del Rosario, una chiesa costruita nel 1830 nella località "Colla".

### Altro
- Una pregevole statua lignea raffigurante San Michele, proveniente anch'essa dall'abbazia di Corazzo, è nella chiesa parrocchiale, dedicata a san Michele, in località San Tommaso.
- Il Monumento a Garibaldi in piazza dei Mille è un obelisco quadrangolare in marmo bianco eretto nel 1888 in ricordo del disarmo dell'esercito borbonico del 30 agosto 1860.
- La Fontana dei Francesi in via dei Vespri è il luogo in cui scoppiò la scintilla dei moti antifrancesi nel marzo del 1806.
- Il Lanificio Leo: la più antica fabbrica tessile calabrese, fondata nel 1873, conserva attivo un monumentale parco macchine di fine ottocento con il quale ancora si realizza la produzione.
- Il Palazzo baronale: fatto costruire verso la fine del XVI secolo dal barone di Pittarella Torquato Scaglione è stato acquistato nel 1922 dalla famiglia Marasco.
- Memoria del futuro, nota anche come Casa cadente, installazione di Fabrizio Plessi del 2007.

## Società

### Evoluzione demografica
Abitanti censiti

### Tradizioni e folclore

#### Costume tradizionale

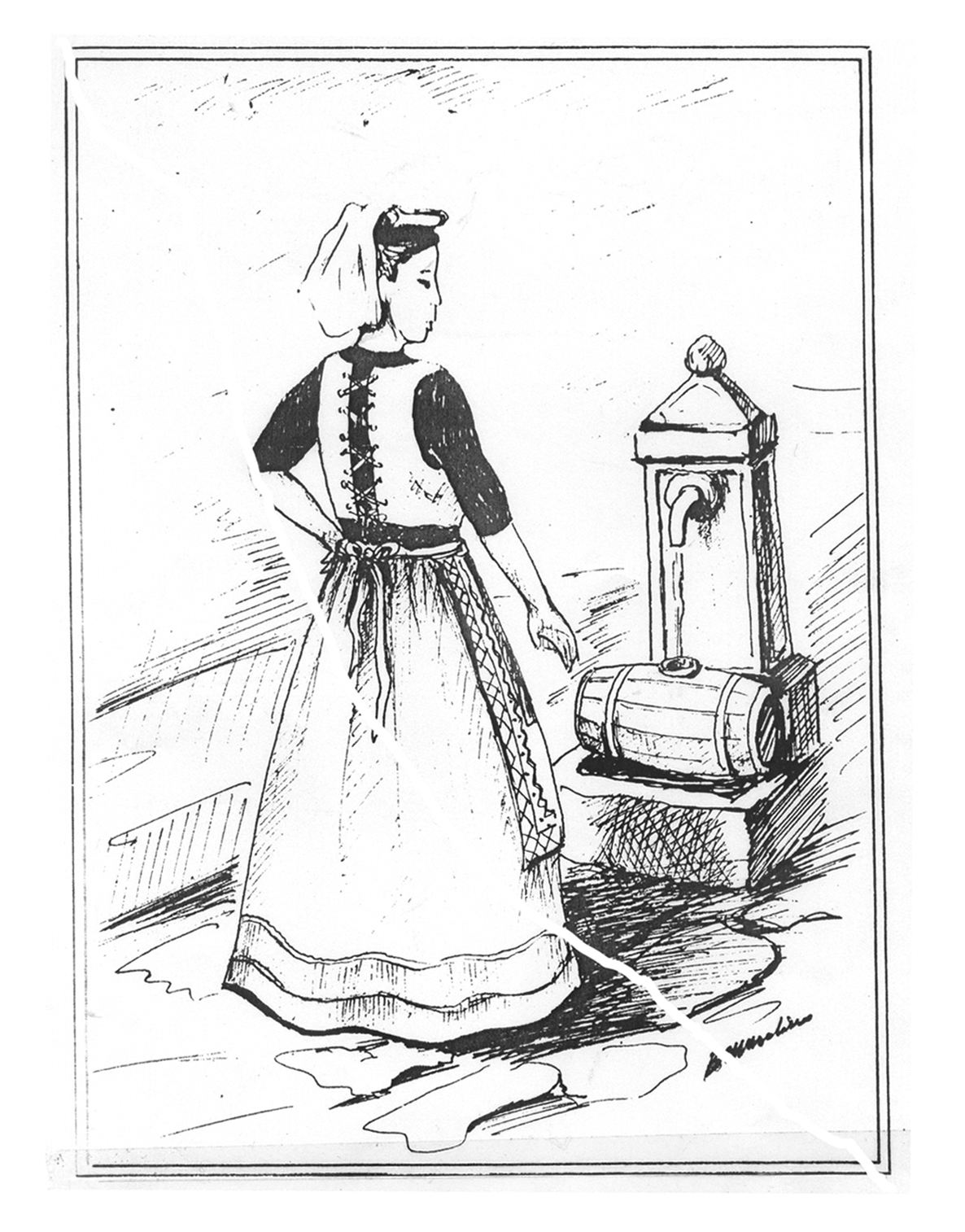
Arthur John Strutt, Il costume tipico di Soveria Mannelli, 1841

Durante il suo viaggio nelle Calabrie, il 27 maggio 1841 l'incisore inglese Arthur John Strutt passò per Soveria Mannelli e descrisse con dovizia di dettagli il costume femminile indossato da una fanciulla intenta a riempire un barile d'acqua. 
(Arthur John Strutt, Calabria Sicilia 1840)

#### Feste e fiere
- 24 giugno: festa patronale di San Giovanni Battista
- Ultimi sabato e domenica di luglio: festa della Madonna dell'Abbandonata nella frazione di San Tommaso
- Terza e quarta domenica di ottobre: festa della Madonna della Purità
- Tutte le domeniche: Mercato in Corso Garibaldi

### Istituzioni, enti e associazioni

#### Ospedale civile
L'ospedale civile, situato in viale Rosario Rubbettino, svolge dall'epoca della sua realizzazione ed apertura (1974) un ruolo insostituibile di presidio per la tutela della salute di tutto il comprensorio montano circostante, che si allarga anche a numerosi comuni della provincia di Cosenza, come Bianchi, Colosimi, Panettieri, Pedivigliano e Scigliano.

Come prescritto dal Piano Regionale per la salute della Regione Calabria,
(Regione Calabria, Piano Regionale per la salute, )
Nella struttura sono presenti i servizi di:
- Medicina generale
- Chirurgia generale
- Cardiologia
- Radiologia
- Ortopedia e Traumatologia
- Emodialisi
- Analisi chimico-cliniche e microbiologiche
- Ostetricia e Ginecologia
- Pediatria e Neonatalogia
- Farmacia Interna con Laboratorio terapeutico

## Cultura

### Eventi
- Nel mese di agosto: Concorso Nazionale Teatrale Calabrese, in collaborazione con l'UILT Calabria
- 19 gennaio (anniversario della fondazione del Comune): premio Manno d'Oro assegnato ogni anno "a un cittadino di Soveria Mannelli che si sia particolarmente distinto nel proprio campo e le cui attività abbiano contribuito ad accrescere il prestigio e la fama della comunità".
- Il Festival del Lamento[30], nato nel 2023 per iniziativa dell'APS Deda, gioca sull'attitudine al lamento tipica del popolo calabrese e ne fa un pretesto per l'aggregazione sociale e la diffusione della cultura nelle aree interne, attraverso la proposta di eventi di vario genere. Il Festival presenta ogni anno quattro appuntamenti - uno per ogni stagione - e culmina in quello estivo, che si tiene per più giorni nel mese di agosto e che ha dimora fissa nello storico rione Colosimelli.

## Economia
In epoca storica, a partire dal XVII secolo, e fino ai primi decenni del XX secolo, la principale attività economica di Soveria era la lavorazione del lino coltivato nella vicina Sila. Le attività artigianali e commerciali si incrementarono dopo la creazione, ai primi dell'Ottocento, della strada che da Tiriolo portava a Battipaglia (l'attuale Strada statale 19 delle Calabrie). L'incremento delle attività industriali subirono invece una battuta d'arresto attorno al 1970 imputabile anche alla mancanza di infrastrutture e alla relativa lontananza dell'autostrada. Nello stesso periodo, tuttavia, l'apertura dell'Ospedale civile impedì la caduta dell'occupazione.

La vocazione alle attività produttive di Soveria Mannelli è testimoniata da un lato dal Lanificio Leo, una fabbrica fondata nel 1873 in cui la produzione di tessuti avviene ancora adoperando gli antichi macchinari, dall'altro dai moderni stabilimenti grafici della Rubbettino Editore e dall'opificio industriale della Camillo Sirianni Sas che produce arredi scolastici. Sono attive inoltre numerose piccole industrie che operano nel settore alimentare, soprattutto nella lavorazione dei funghi.

## Infrastrutture e trasporti

### Strade
Soveria è attraversata dalla strada statale 19 delle Calabrie che la collega con Catanzaro (distante 42 km, passando per Tiriolo) e con Cosenza (distante 47 km, passando per Rogliano). È equidistante inoltre fra la costa tirrenica e la Sila, alle quali è collegata attraverso la strada statale 109 della Piccola Sila. Inoltre è collegata all'autostrada A2, a cui si accede allo svincolo Altilia-Grimaldi, per mezzo della strada statale 616 di Pedivigliano, lunga 16 km, che si imbocca a Coraci, una frazione di Colosimi distante 7 km da Soveria.

### Ferrovie
Soveria è servita dalla linea Catanzaro-Cosenza delle Ferrovie della Calabria. Sono poste nel territorio comunale le stazioni ferroviarie di Soveria Mannelli, Santa Margherita di Calabria e Serrastretta-Carlopoli, lungo la tratta Soveria Mannelli-Catanzaro, e Vaccarizzo lungo la tratta Soveria Mannelli-Cosenza.

### Mobilità urbana
È collegata a Lamezia Terme e alla costa tirrenica per mezzo delle autolinee della ditta Bilotta.

## Amministrazione

### Sindaci durante il Regno delle Due Sicilie
- 1810: Lorenzo Scalzi
- 1811: Francesco Satriano
- 1812: Francesco Sacchi
- 1813-14: Santo Cimino
- 1815-16: Nicola Sirianni
- 1817: Felice Cristiano
- 1818-19: Gaspare Cimino
- 1820: Raffaele Chiodo
- 1822: Michele Caligiuri
- 1823-25: Santo Cimino
- 1826-28: Antonio Sirianni
- 1829-31: Vincenzo Cardamone
- 1832-34: Francesco Chiodo
- 1835-37: Francesco Sirianni
- 1838-40: Luigi Chiodo
- 1841-43: Antonio Chiodo
- 1844-47: Antonio M. Caligiuri
- 1848-49: Antonio Ambrosio
- 1850-51: Luigi Cimino
- 1852-55: Francesco Sirianni
- 1856-59: Gabriele Marasco
- 1860 (gennaio-agosto): Carlo Sirianni

### Sindaci durante il Regno d'Italia
- 1860 (settembre)- 1861: Raffaele Marasco
- 1861-63: Raffaele Caligiuri
- 1864-69: Carlo Sirianni
- 1870-1907: Michele Cimino
- 1907-11: Guglielmo Bonini
- 1911-20: Luigi Marasco
- 1920: Raffaele Colosimo
- 1921-22: Giulio Caligiuri
- 1922: Francesco Cordaro
- 1922-23: Rodolfo Cimino
- 1934: Antonio Sottile
- 1934-36: Michele Sirianni
- 1936: Rocco Gagliardi
- 1936-37: Giovanni Grandinetti
- 1937-44: Antonino Caruso
- 1944-45: Carmelo Peronace
- 1945-46: Eugenio De Filippis

### Sindaci durante la Repubblica Italiana
- 1946-49: Vittorio Cimino
- 1949-52: Michele Sirianni
- 1952-56: Raffaele Marasco
- 1956-70: Domenico Loiacono
- 1970-75: Pietro Pingitore
- 1975-80: Salvatore Pascuzzi
- 1980-85: Domenico Loiacono
- 1985-2004: Mario Caligiuri
- 2004-2009: Leonardo Sirianni
- 2009-2010: Mario Caligiuri
- 2010-2011: Leonardo Sirianni
- 2011-2016: Giuseppe Pascuzzi
- 2016-2021: Leonardo Sirianni
- 2021- in carica: Michele Chiodo

## Sport

### Calcio
La principale società calcistica è l'Associazione Sportiva Dilettantistica Garibaldina e milita nel campionato di Promozione girone A.

### Bocce
La "Bocciofila Garibaldina" organizza tornei e partecipa a manifestazioni organizzate dalla FIB. Inoltre gestisce il bocciodromo in viale Rosario Rubbettino.

### Tennis
Il "Circolo Tennis Soveria Mannelli" è stato fondato nel 1970, affiliato alla FITP dal 1987, dal 1974 organizza il "Torneo di Ferragosto" Open Nazionale e partecipa al campionato regionale serie D1.

### Ruzzola
La ruzzola è uno sport tradizionale che si giocava con una forma di cacio preparata appositamente per il gioco. I giocatori, divisi in squadre di uguale numero, si alternavano cercando di lanciare il più lontano possibile il formaggio, senza farlo uscire dal percorso stabilito, partendo dal punto preciso in cui era arrivati con il tiro del precedente compagno di squadra (una specie di staffetta in cui il cacio fungeva da testimone). La squadra che terminava il percorso con il minor numero di colpi vinceva il premio consistente nella forma di cacio utilizzata per il gioco.

### Motociclismo
Nel motociclismo la cittadina è rappresentato dal Club maxiscooter "Garibaldini".